# Eiichi Nakamura
Eiichi Nakamura, född 1909 i Kyoto, död 27 maj 1945, var en japansk landhockeyspelare.
Nakamura blev olympisk silvermedaljör i landhockey vid sommarspelen 1932 i Los Angeles.